# Hứa Vinh Mậu
Hứa Vinh Mậu, JP (giản thể: 许荣茂; phồn thể: 許榮茂; Yale Quảng Đông: Hui Wing MauCantonese Yale: Hui Wing Mau; sinh năm 1950 tại Thạch Sư, Phúc Kiến), là một doanh nhân và tỷ phú người Úc gốc Hoa. Ông là người sáng lập và Chủ tịch hội đồng quản trị của công ty Shimao Property. Ông là người đàn ông giàu thứ 8 tại Trung Quốc đại lục, theo Danh sách người giàu Trung Quốc Hurun Report, với giá trị tài sản 7 tỷ USD. Hứa Vinh Mậu được cho là một trong những nhà phát triển bất động sản lớn nhất tại Thượng Hải.